# Тиквеш (1942)
Вижте пояснителната страница за други значения на Тиквеш.
„Тиквеш“ с подзаглавие Вестник за култура, стопанство и политика е български регионален вестник, излизал през 1942 година в Кавадарци по време на Българското управление във Вардарска Македония.

## История
Вестникът излиза от 30 януари 1942 до 31 юли 1942 година. Печата се в печатница „Народен печат“. Излиза два пъти в месеца.
| Годишнина | Броеве | Дата                         |
| --------- | ------ | ---------------------------- |
| I         | 1 – 7  | 31 януари 1942 – 31 юли 1942 |

Редактор на вестника е Благой Видов, а освен него в него пишат Йордан Бадев, Димитър Попандов Пешковски, Георги Трайчевски. Излизат общо 7 броя. Вестникът се занимава предимно със стопанския и културния живот на Тиквеш. Публикува статии, съобщения, биографични очерци, спомени, краеведски материали, стихове, разкази. Брой 6 е посветен на Гоце Делчев. Положително оценява левицата в освободителното движение, начело с Яне Сандански.